# Alexander Dmitrijewitsch Schmemann

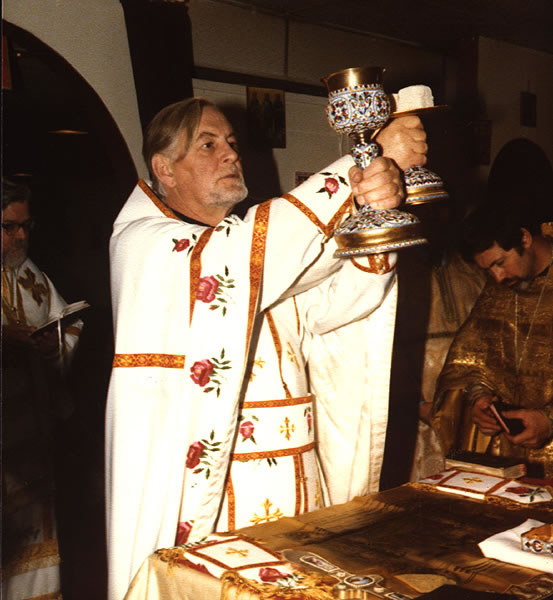
Alexander Schmemann (1982)

Alexander Dmitrijewitsch Schmemann (russisch Александр Дмитриевич Шмеман, * 13. September 1921 in Tallinn; † 13. Dezember 1983 in New York) war orthodoxer Priester und Theologe.

## Biographie
Alexander Schmemann wurde in Estland als Kind von russischen Einwanderern geboren. Seine Jugend verbrachte er in Frankreich, wo er auch seine schulische und akademische Ausbildung erhielt. Von 1930 bis 1935 erhielt er Unterricht an einer Kadettenschule. Theologie studierte er am Institut de Théologie Orthodoxe Saint-Serge in Paris. 1946 erhielt er die Priesterweihe. Von 1945 bis 1951 unterrichtete er am Institut Saint-Serge Kirchengeschichte, ehe er von Georgi Wassiljewitsch Florowski einen Ruf auf das St. Vladimir’s Orthodox Theological Seminary in New York erhielt, wohin er mit seiner Frau und drei Kindern übersiedelte. 
In New York erlangte er rasch einen Ruf als einer der führenden Theologen auf dem Gebiet der liturgischen Theologie, eine Theologie, welche die liturgische Tradition der Kirche als bedeutenden Ausdruck des christlichen Glaubens sieht. Daneben war er unter anderen auch an der Columbia University oder an der New York University tätig und hielt zahlreiche Gastvorlesungen in den USA.
Ab 1962 bis zu seinem Tod war er Leiter des St. Vladimir’s Orthodox Theological Seminary und beeinflusste eine ganze Generation von Priestern. In seiner Zeit erhielt das Seminar auch den Ruf einer bedeutenden theologischen Studieneinrichtung. 
Ab 1970 engagierte er sich für die Autokephalie der Orthodoxen Kirche in Amerika, die zu dieser Zeit von der Russisch-orthodoxen Kirche unabhängig wurde.
Am 13. Dezember 1983 starb er infolge einer Krebserkrankung.

## Lehre und Ansichten
Alexander Schmemann ist ein grundsätzlich neuer Studienansatz für den orthodoxen Gottesdienst und die ihm zu Grunde liegenden spirituellen Gesetzmäßigkeiten zu verdanken. Eine Zusammenfassung davon bildet sein Werk The Eucharist: Sacrament of the Kingdom (auf Deutsch erschienen unter dem Titel Eucharistie - Sakrament des Gottesreiches), das er kurz vor seinem Tod fertigstellte. 
Schmemann war auch ökumenisch engagiert und von 1962 bis 1965 Beobachter auf dem Zweiten Vatikanischen Konzil der Römisch-katholischen Kirche. Dennoch betrachtete er nur die Orthodoxie als Kraft, die dem allgemeinen Untergang entgegengesetzt werden kann. Dafür ist es aber notwendig, dass die Orthodoxie wieder zur Göttlichen Einfachheit, zur Frohen Botschaft in ihrer reinen Form, zu Freude, Frieden und Wahrheit im Heiligen Geiste findet. An der Orthodoxie kritisierte er unter anderem eine Abgötterei gegenüber Byzanz, eine Selbstzufriedenheit und eine Überbetonung von äußeren Regeln und Normen. Christlicher Glaube stand für Schmemann im Gegensatz zu jeder Ideologie. Glaube ist nach Schmemann keine Religion und kein Kult, sondern Leben im Glauben an Christus: Religion und Ideologie sind miteinander kompatibel. Das Christentum (als Glaube) ist mit keiner von beiden kompatibel. Religion und Ideologie versklaven. Nur der Glaube befreit. Ideologische Tendenzen glaubte Schmemann auch bei Alexander Solschenizyn zu erkennen, was zu einer Belastung für sein ursprünglich freundschaftliches Verhältnis zu ihm wurde.

## Werke
Alexander Schmemann veröffentlichte eine große Anzahl von Werken, unter anderem: 
- Introduction to Liturgical Theology (1966)
- Great Lent: Journey to Pascha (1969)
- For the Life of the World: Sacraments and Orthodoxy (1970)
- Liturgy and Life: Christian Development Through Liturgical Experience (1974)
- Of Water and the Spirit: A Liturgical Study of Baptism (1974)
- The Historical Road of Eastern Orthodoxy (1977)
- Ultimate Questions: An Anthology of Modern Russian Religious Thought (1977)
- Church, World, Mission: Reflections on Orthodoxy in the West (1979)
- The Eucharist: Sacrament of the Kingdom (1988)
- Celebration of Faith: I Believe... (1991)
- Celebration of Faith: The Church Year (1994)
- Celebration of Faith: The Virgin Mary (1995)
- The Journals of Father Alexander Schmemann 1973-1983 (2000)

Ins Deutsche übersetzte Werke von Alexander Schmemann sind:
- Eucharistie: Sakrament des Gottesreichs. Johannes Verlag, Einsiedeln 2005, ISBN 978-3894113889
- Aufzeichnungen 1973-1983. Johannes Verlag, Einsiedeln 2002, ISBN 978-3894113711
- Die Große Fastenzeit. Askese und Liturgie in der Orthodoxen Kirche. EOS-Verlag, ISBN 978-3830672722
- Die Mutter Gottes. Johannes Verlag, Einsiedeln 2010, ISBN 978-3894114121
- Vater unser. Johannes Verlag, Einsiedeln 2008, ISBN 978-3894114039
- Aus der Freude leben: Ein Glaubensbuch der orthodoxen Christen. Koinonia-Oriens e. V., Köln 2000, ISBN 3-933001-60-9